# Дерешова
Дерешова́ —  село в Україні, у Мурованокуриловецькій селищній громаді Могилів-Подільського району Вінницької області. Населення становить 477 осіб.

## Географія
Через село тече річка Теребиж, права притока Жвану.

## Історія
7 (20) листопада 1917 року, відповідно до Третього Універсалу Української Центральної Ради, увійшло до складу Української Народної Республіки.
12 червня 2020 року, відповідно до Розпорядження Кабінету Міністрів України № 707-р «Про визначення адміністративних центрів та затвердження територій територіальних громад Вінницької області», увійшло до складу Мурованокуриловецької селищної громади.
19 липня 2020 року, в результаті адміністративно-територіальної реформи та ліквідації Мурованокуриловецького району, село увійшло до складу новоутвореного Могилів-Подільського району.

### Скіфське городище
На території села знаходиться скіфське городище VII-III ст. до н.е.
З письмових джерел припускається, що в давнину місцевий замок мав назву Якимово дворище. 29 вересня 1442 р. польський король Владислав ІІІ надав Лукашу Лойовичу з Мілієвець село Капустинці (Capusczincze) у Червоногородському повіті та Якимово дворище (Jakymowo dworiscze) на р. Жван (Nazwan) із замком або городищем у Кам’янецькому повіті на ленному праві [регеста: Михайловський В. Надання земельної власності у Подільському воєводстві за панування Владислава 3 (1434 – 1444 рр.). – Український археографічний щорічник, 2004 р., т. 8-9, с. 260 – 261]. Наразі місцеве городище єдине з відомих на річці Жван.

### Жвангрод
На польських мапах 1767-1772 років авторства Річчі Занноні, у місці сучасного городища позначено відносно велике поселення Жвангрод. Згідно з цими мапами, у той час через Жвангрод проходив прямий шлях, який з'єднував центри двох сусідніх воєводств — Кам'янець-Подільський та Брацлав.